# Serrat de Roplans
El Serrat de Roplans és una serra situada al municipi d'Àger a la comarca del Noguera, amb una elevació màxima de 1.164 metres.